# Boliviakanastero
Boliviakanastero (Asthenes heterura) är en fågel i familjen ugnfåglar inom ordningen tättingar.

## Utseende och läte
Boliviakanastero är en slank och långstjärt kanastero. Den skiljs från de likartade och vanligare arterna strimryggig kanastero och rostgumpad kanastero genom avsaknad av just strimmor på ryggen respektive brun hjässa och lång, slank stjärt. Sången består av en stigande serie med något nasala visslingar, som var och en faller och sen stiger i tonhöjd.

## Utbredning
Fågeln förekommer i Anderna i västra Bolivia (La Paz och Cochabamba). Den behandlas som monotypisk, det vill säga att den inte delas in i några underarter.

## Levnadssätt
Boliviakanasteron hittas på snåriga sluttningar, i raviner och öppna Polylepis-stånd ovan trädgränsen. Den ses i par eller små familjegrupper, men kan ofta hålla sig dolt. 

## Status och hot
Arten har ett stort utbredningsområde, men tros minska i antal, dock inte tillräckligt kraftigt för att den ska betraktas som hotad. Internationella naturvårdsunionen IUCN listar arten som livskraftig (LC). Beståndet uppskattas till i storleksordningen 10 000 till 20 000 vuxna individer.